# Młynów (województwo łódzkie)
Młynów – wieś w Polsce położona w województwie łódzkim, w powiecie łęczyckim, w gminie Piątek.
W latach 1975–1998 miejscowość administracyjnie należała do województwa płockiego.
W Młynowie urodził się Stefan Pieńkowski.
Zobacz też: Młynów, Młynowo